# Abutilon neelgherrense
Abutilon neelgherrense är en malvaväxtart som beskrevs av William Munro. Abutilon neelgherrense ingår i släktet klockmalvor, och familjen malvaväxter. Utöver nominatformen finns också underarten A. n. fischeri.